# Kerttu Rakke
Kerttu Rakke, de son vrai nom Kadi Kuus, née le 16 septembre 1970 à Võru, est une romancière et nouvelliste estonienne.

## Biographie
Née en 1970 à Võru, Kerttu Rakke effectue des études supérieures à l'Université de Tartu et y obtient un diplôme en philologie, puis étudie la sémiotique à l'Institut humanitaire estonien de Tallinn.
Elle travaille ensuite pour divers journaux et magazines, ou agences publicitaires,.
Elle fait ses débuts  littéraires en 1987 avec des poèmes dans le journal Noorte Hääl (en), puis publie dans le magazine estonien Vikerkaar (en) en 1989, mais ne publie son premier livre qu'en 2000. Un de ses recueils, Kalevipoeg, transpose librement des intrigues et des événements de l'épopée nationale estonienne à la fin du XXe siècle. Ce livre reçoit majoritairement des critiques positives. et lui ouvre la voie à d’autres publications.
Kerttu Rakke est également connue pour avoir écrit le scénario d’une série télévisée, “Kodu keset linna” ("Une maison dans la ville"), qui comprenait plusieurs centaines d’épisodes, diffusés de 2003 à 2006, puis de 2007 à 2010 sur la chaîne TV3,.
Elle crée en 2002 sa maison d’édition.

## Œuvre
Dans l'œuvre de Rakke, les jeunes femmes et leur vie sexuelle sont souvent au centre de l'action. L’alcool, le travail et le sexe sont des échappatoires cachant un manque d'amour. La superficialité et les incompréhensions dominent les relations humaines. Le langage est parfois argotique, proche du langage familier, les intrigues passionnantes. Le thème récurrent de son œuvre est la femme estonienne contemporaine dans l'environnement urbain. Elle est une des figures d’un courant naturaliste au sein des nouvelles générations d’écrivains estoniens.

## Principales publications
- 1989 : Let's go (paru dans le magazine Vikerkaar)
- 2000 : Kalevipoeg (recueil de nouvelles)
- 2000 : Seitse päeva
- 2001 : Mitu juttu (recueil de nouvelles)
- 2008 : Kolmas printsess
- 2002 : Iluasjake" (suite du précédent)
- 2002 : Susanna ja mina
- 2003 : Kordustrükk  (recueil de nouvelles)
- De 2003 à 2010 : scénarios des épisodes d'une série télévisuelle : Kodu keset linna
- 2007 : Küpsiseparadiis ehk kaksteist kuud
- 2009 : Rahatuulutaja (biographie de l'actrice estonienne Diana Klas)
- 2010 : Seitse aastat seebiselt
- 2015 : Pimedusest välja (biographie du compositeur estonien Janek Muru elulugu, 2015)
- 2016 : Ott ja Pilts (Livre pour enfants, illustrations de Navitrolla)
- 2017 : Küpsiseparadiis 2 ehk maskid & maskotid
- 2018 : Häbi
- 2022 : Neli lihtsat juttu